# Yoshihide Fukao
Yoshihide Fukao (jap. 深尾吉英, ur. 1 lipca 1949 w Hikone) – japoński siatkarz, medalista igrzysk olimpijskich i mistrzostw świata.

## Życiorys
Fukao był w składzie reprezentacji Japonii, która zdobyła brązowy medal na mistrzostwach świata 1970 w Bułgarii. Wstąpił na igrzyska 1972 w Monachium. Zagrał wówczas we wszystkich pięciu meczach fazy grupowej, po której Japończycy zajęli pierwsze miejsce w grupie, wygranym półfinale z Bułgarią i zwycięskim finale nad Niemcami Wschodnimi.
Ponownie na igrzyskach wystąpił w 1976, w Montrealu. Fukao zagrał w trzech z czterech meczów w fazie grupowej, przegranym półfinale z Polską oraz w przegranym pojedynku o brąz z Kubańczykami.